# Benjamin Psaume
Pour les articles homonymes, voir Psaume (homonymie).
Benjamin Psaume, né le 12 janvier 1985 à Auch (Gers), est un footballeur français jouant au poste d'attaquant ou de milieu de terrain au Club Olympique Castelnaudary. Depuis août 2021, il est consultant pour la radio France Bleu Hérault et commente les matchs du Montpellier HSC avec Bertrand Queneutte et joue pour le club de l'AS Valerguoise en Départemental 3, la 11ème division française.

## Biographie
Du 17 au 20 février 2003, il participe à un stage de détection avec l'équipe de France des moins de 18 ans, au CTNFS à Clairefontaine, aux côtés notamment de Lassana Diarra, Mohamed Sissoko et Yannick Cahuzac. Convaincant, il sera régulièrement appelé par la suite en U18 et U19.
Benjamin dispute seize rencontres en Ligue 1 sous les couleurs du Toulouse FC.
Son premier match en Ligue 1 a eu lieu le 13 novembre 2004 lors de la rencontre Rennes - Toulouse (1-1).
Il est ensuite prêté au FC Sète puis au Nîmes Olympique avant d'être transféré à l'US Boulogne, mais c'est avec l'AC Arles-Avignon qu'il se révèle en étant un des artisans de la montée du club provençal en Ligue 1. En manque de temps de jeu dans l'élite, il repart en Ligue 2 en signant à l'ES Troyes AC.
Il effectue des débuts prometteurs avec son nouveau club, où il inscrit quatre buts en quinze matchs de championnat lors de la saison 2010-2011, permettant au club aubois de se maintenir. En revanche, la saison suivante est difficile pour lui car, victime de blessures, il ne joue presque pas alors que son club connait la promotion en Ligue 1.
Le 5 janvier 2013, Benjamin retourne à l'AC Arles-Avignon sous forme de prêt jusqu'à la fin de la saison et retrouve donc son ancien club en Ligue 2. Blessé durant une bonne partie de la saison suivante, à Troyes, il arrive au terme de son contrat dans l'Aube, contrat qui n'est pas renouvelé. Après quelques mois, où Benjamin Psaume annonce sa retraite sportive en août, il décide de s'engager pour une troisième fois à l'AC Arles-Avignon le 12 novembre 2014.
Le 14 octobre 2015, il signe avec le club du Puy-en-Velay, tout juste promu en CFA.

## Statistiques
| Saison                | Club                    | Championnat           | Championnat | Championnat | Coupe nationale | Coupe nationale | Coupe de la Ligue | Coupe de la Ligue | Total | Total |
| Saison                | Club                    | Division              | M.          | B.          | M.              | B.              | M.                | B.                | M.    | B.    |
| 2003-2004             | Toulouse FC             | Ligue 1               | 0           | 0           | 1               | 0               | 0                 | 0                 | 1     | 0     |
| 2004-2005             | Toulouse FC             | Ligue 1               | 16          | 3           | 1               | 0               | 1                 | 0                 | 18    | 3     |
| 2005-2006             | Toulouse FC             | Ligue 1               | 0           | 0           | 1               | 0               | 1                 | 0                 | 2     | 0     |
| Sous-total            | Sous-total              | Sous-total            | 16          | 3           | 3               | 0               | 2                 | 0                 | 21    | 3     |
| 2005-2006             | FC Sète                 | Ligue 2               | 9           | 0           | 0               | 0               | -                 | -                 | 9     | 0     |
| 2006-2007             | Nîmes Olympique         | National              | 23          | 4           | 1               | 0               | -                 | -                 | 24    | 4     |
| 2007-2008             | US Boulogne CO          | Ligue 2               | 26          | 3           | 1               | 0               | 2                 | 0                 | 29    | 3     |
| 2008-2009             | AC Arles                | National              | 19          | 10          | 0               | 0               | -                 | -                 | 19    | 10    |
| 2009-2010             | AC Arles-Avignon        | Ligue 2               | 34          | 4           | 1               | 0               | 1                 | 0                 | 36    | 4     |
| 2010-2011             | AC Arles-Avignon        | Ligue 1               | 14          | 0           | -               | -               | 1                 | 0                 | 15    | 0     |
| Sous-total            | Sous-total              | Sous-total            | 67          | 14          | 1               | 0               | 2                 | 0                 | 70    | 14    |
| 2010-2011             | ES Troyes AC            | Ligue 2               | 15          | 4           | 0               | 0               | -                 | -                 | 15    | 4     |
| 2011-2012             | ES Troyes AC            | Ligue 2               | 27          | 2           | 3               | 1               | 1                 | 0                 | 31    | 3     |
| 2012-2013             | ES Troyes AC            | Ligue 1               | 0           | 0           | 0               | 0               | 0                 | 0                 | 0     | 0     |
| 2013-2014             | ES Troyes AC            | Ligue 2               | 7           | 0           | 0               | 0               | 3                 | 0                 | 10    | 0     |
| Sous-total            | Sous-total              | Sous-total            | 49          | 6           | 3               | 1               | 4                 | 0                 | 56    | 7     |
| 2012-2013             | AC Arles-Avignon (prêt) | Ligue 2               | 12          | 0           | -               | -               | -                 | -                 | 12    | 0     |
| 2014-2015             | AC Arles-Avignon        | Ligue 2               | 16          | 1           | 3               | 0               | 1                 | 0                 | 20    | 1     |
| 2015-2016             | Le Puy Foot             | CFA                   | 17          | 4           | 0               | 0               | -                 | -                 | 17    | 4     |
| 2016-2017             | Le Puy Foot             | CFA                   | 26          | 5           | 0               | 0               | -                 | -                 | 26    | 5     |
| 2017-2018             | Le Puy Foot             | National 2            | 15          | 1           | 1               | 0               | -                 | -                 | 16    | 1     |
| Sous-total            | Sous-total              | Sous-total            | 58          | 10          | 1               | 0               | 0                 | 0                 | 59    | 10    |
| 2018-2019             | FU Narbonne             | Régional 1 Occitanie  |             |             |                 |                 | -                 | -                 | 0     | 0     |
| 2018-2019             | RCO Agde                | National 3            | 19          | 2           | 0               | 0               | -                 | -                 | 19    | 2     |
| 2019-2020             | RCO Agde                | National 3            | 17          | 6           | 0               | 0               | -                 | -                 | 17    | 6     |
| 2020-2021             | RCO Agde                | National 3            | 5           | 1           | 1               | 0               | -                 | -                 | 6     | 1     |
| Sous-total            | Sous-total              | Sous-total            | 41          | 9           | 1               | 0               | 0                 | 0                 | 42    | 9     |
| 2021-2022             | ES Grau du Roi          | Régional 3 Occitanie  |             |             |                 |                 | -                 | -                 | 0     | 0     |
| 2022-2023             | CO Castelnaudary        | Régional 2 Occitanie  |             |             |                 |                 | -                 | -                 | 0     | 0     |
| Total sur la carrière | Total sur la carrière   | Total sur la carrière | 317         | 52          | 16              | 1               | 11                | 0                 | 344   | 53    |

## Distinctions personnelles
- Auteur du but de la montée en Ligue 2 en 2009 avec l'AC Arles
- Auteur du but de la montée en Ligue 1 le 14 mai 2010 avec l'Athlétic Club Arles-Avignon
- Étoile d'Or France Football de Ligue 2 saison 2009-2010.